# ボーア・モレルップの定理
ボーア・モレルップの定理 (Bohr–Mollerup Theorem) は、ガンマ関数を特徴づける定理である。デンマーク人数学者のハラルト・ボーアとヨハネス・モレルップにより証明された。この定理によると、正の実軸上で対数凸であり、{\displaystyle G(x+1)=xG(x)}かつ{\displaystyle G(1)=1}を満たす複素解析関数は唯一ガンマ関数のみである。

## 証明1
初めにガンマ関数が正の実軸上で対数凸であることを確かめる。ワイエルシュトラスの乗積表示から
{\displaystyle {\begin{aligned}&\Gamma (x)={\frac {e^{-{\gamma }x}}{x}}\prod _{n=1}^{\infty }{\frac {n}{n+x}}e^{x/n}\\&\log \Gamma (x)=-{\gamma }x-\log {x}+\sum _{n=1}^{\infty }\left(\log {n}-\log {(n+x)}+{\frac {x}{n}}\right)\\&{\frac {d}{dx}}\log \Gamma (x)=-{\gamma }-{\frac {1}{x}}+\sum _{n=1}^{\infty }\left(-{\frac {1}{n+x}}+{\frac {1}{n}}\right)\\&{\frac {d^{2}}{dx^{2}}}\log \Gamma (x)={\frac {1}{x^{2}}}+\sum _{n=1}^{\infty }{\frac {1}{(n+x)^{2}}}=\sum _{n=0}^{\infty }{\frac {1}{(n+x)^{2}}}>0\qquad (x>0)\\\end{aligned}}}
であり、対数の二階微分が正であるからガンマ関数は正の実軸上で対数凸である。また、{\displaystyle \Gamma (x+1)=x\Gamma (x)}と{\displaystyle \Gamma (1)=1}もガンマ関数の特徴として周知のものであるから、ガンマ関数はボーア・モレルップの定理の要求を充足する。次に未知の関数{\displaystyle G(x)}がボーア・モレルップの定理の要求を充足するものと仮定して{\displaystyle G(x)=\Gamma (x)}であることを証明する。
{\displaystyle f(x)=\log {\Gamma (x)}-\log {G(x)}}
と定義する。{\displaystyle G(x+1)=xG(x)}であるから
{\displaystyle {\begin{aligned}f(x+1)&=\log {\Gamma (x+1)}-\log {G(x+1)}\\&=\log {x}+\log {\Gamma (x)}-\log {x}-\log {G(x)}\\&=f(x)\\\end{aligned}}}
であり、{\displaystyle n}を任意の自然数として{\displaystyle f(x+n)=f(x)}である。また、{\displaystyle G(1)=\Gamma (1)=1}であるから{\displaystyle f(n)=0}である。背理法を用い、{\displaystyle f(x_{0})\neq 0}となる点が実軸上に存在すると仮定する。しかし、{\displaystyle f(\lfloor {x_{0}}\rfloor )=f(\lceil {x_{0}}\rceil )=0}であるから、{\displaystyle f(x_{0})\neq 0}が存在するためには{\displaystyle f'(x_{1})>0,f'(x_{2})<0}が存在しなければならず、延いては{\displaystyle f''(x_{3})=\epsilon >0}が存在しなければならない。これは
{\displaystyle f''(x_{3})=f''(x_{3}+n)={\frac {d^{2}}{dx^{2}}}\log {\Gamma (n+x_{3})}-{\frac {d^{2}}{dx^{2}}}\log {G(n+x_{3})}=\epsilon }
を意味する。しかし、{\displaystyle n\to \infty }とすると{\displaystyle {\frac {d^{2}}{dx^{2}}}\log \Gamma (n+x)\to 0}であるから{\displaystyle {\frac {d^{2}}{dx^{2}}}\log {G(n+x)}\to -\epsilon <0}とならなければならず、{\displaystyle G(x)}が対数凸であるという要求に反する。故に背理法の仮定は成立せず、常に{\displaystyle f(x)=0}であり、{\displaystyle G(x)=\Gamma (x)}である。以上により、{\displaystyle x>0}で{\displaystyle G(x)=\Gamma (x)}が示されたが、一致の定理により正則な定義域全体で{\displaystyle G(z)=\Gamma (z)}となる。

## 証明2
初めにガンマ関数が正の実軸上で対数凸であることを確かめる。ヘルダーの不等式により、
{\displaystyle {\begin{aligned}\Gamma (cx+(1-c)y)&=\int _{0}^{\infty }{t^{cx+(1-c)y-1}e^{-t}}dt\\&=\int _{0}^{\infty }{(t^{x-1}e^{-t})^{c}(t^{y-1}e^{-t})^{1-c}}dt\\&\leq \left(\int _{0}^{\infty }{t^{x-1}e^{-t}}dt\right)^{c}\left(\int _{0}^{\infty }{t^{y-1}e^{-t}}dt\right)^{1-c}\qquad (x{\geq }0,y{\geq }0,0{\leq }c{\leq }1)\\&={\big (}\Gamma (x){\big )}^{c}{\big (}\Gamma (y){\big )}^{1-c}\\\end{aligned}}}
であり、対数をとると
{\displaystyle {\log \Gamma (cx+(1-c)y)}\leq {c\log \Gamma (x)+(1-c)\log \Gamma (y)}}
であるから、故にガンマ関数は対数凸である。また、{\displaystyle \Gamma (x+1)=x\Gamma (x)}と{\displaystyle \Gamma (1)=1}もガンマ関数の特徴として周知のものであるから、ガンマ関数はボーア・モレルップの定理の要求を充足する。次に未知の関数{\displaystyle G(x)}がボーア・モレルップの定理の要求を充足するものと仮定して{\displaystyle G(x)=\Gamma (x)}であることを証明する。{\displaystyle G(x)}は実軸上で対数凸であるから
{\displaystyle {\begin{aligned}&{\log {G(x+c)}}\leq {(1-c)\log {G(x)}+c\log {G(x+1)}}\qquad (x{\geq }1,0{\leq }c{\leq }1)\\&{G(x+c)}\leq {G(x)^{1-c}G(x+1)^{c}=G(x)x^{c}}\\\end{aligned}}}
である。また、
{\displaystyle {\begin{aligned}&{\log {G(x+1)}}\leq {c\log {G(x+c)}+(1-c)\log {G(x+1+c)}}\qquad (x{\geq }1,0{\leq }c{\leq }1)\\&{G(x+1)}\leq {G(x+c)^{c}G(x+1+c)^{1-c}=G(x+c)(x+c)^{1-c}}\\&{G(x+1)(x+c)^{-(1-c)}}\leq {G(x+c)}\\\end{aligned}}}
であるから、合わせて
{\displaystyle {\begin{aligned}&G(x+1)(x+c)^{-(1-c)}\leq {G(x+c)}\leq {G(x)x^{c}}\qquad (x{\geq }1,0{\leq }c{\leq }1)\\&G(x)x^{c}\left({\frac {x}{x+c}}\right)^{1-c}\leq {G(x+c)}\leq {G(x)x^{c}}\\\end{aligned}}}
となる。
{\displaystyle x=n}を整数とし、{\displaystyle n\to \infty }とすれば不等式の両端が一致して
{\displaystyle {\begin{aligned}&{(n-1)!n^{c}\left({\frac {n}{n+c}}\right)^{1-c}}\leq {G(c)}\prod _{k=0}^{n-1}{(c+k)}\leq {(n-1)!n^{c}}\qquad (0{\leq }c{\leq }1)\\&G(c)=\lim _{n\to \infty }{\frac {(n-1)!n^{c}}{\prod _{k=0}^{n-1}{(k+c)}}}=\lim _{n\to \infty }{\frac {n!n^{c}}{\prod _{k=0}^{n}{(k+c)}}}=\Gamma (c)\qquad (0{\leq }c{\leq }1)\\\end{aligned}}}
を得る。以上により、{\displaystyle 0{\leq }x{\leq }1}で{\displaystyle G(x)=\Gamma (x)}が示されたが、一致の定理により正則な定義域全体で{\displaystyle G(z)=\Gamma (z)}となる。